# Apamea formosus
Apamea formosus là một loài bướm đêm trong họ Noctuidae.